# テオドリコ・ペドリーニ
テオドリコ・ペドリーニ（Teodorico Pedrini、1671年6月30日 - 1746年12月10日）は、イタリア人のラザリスト会宣教師、音楽家。清の康熙帝・雍正帝・乾隆帝のもとで西洋音楽を教えた。
中国名は徳理格(Dé Lĭgé)。

## 略歴
ペドリーニはマルケ州フェルモ（当時は教皇領）で生まれ、ローマで法学を学んだ後、1698年にラザリスト会に入会した。
教皇クレメンス11世は、典礼問題の解決のためにシャルル＝トマ・マヤール・ド・トゥルノンを使節として清に派遣した。ペドリーニは他の5人の宣教師とともにトゥルノンに随行することになった。1703年2月にトゥルノンら一行は出発したが、ペドリーニは別の船で行き、南アメリカまわりでペルーに着いた。その後船と徒歩で1707年にメキシコに到着し、ガレオン船に乗ってフィリピンに到着した。ペドリーニはマニラでも足止めを食ったが、康熙帝との会談が決裂して以来マカオに監禁されていたトゥルノンに枢機卿の帽子を届けに行く一団がマニラに到着したので、彼らとともに1710年1月にようやくマカオに到着し、トゥルノンに会うことができた。トゥルノンは同年死亡した。
ペドリーニは福音宣教省によって派遣されたイタリア人宣教師マッテオ・リパ（馬国賢）とともに1711年に北京へ行き、康熙帝に仕えた。ペドリーニは1708年に没したトマス・ペレイラのあとをついで、清の宮廷の音楽家として働いた。ペレイラによる『律呂正義』続編の編纂をペドリーニは完成させた。
ペドリーニとイエズス会士の間は険悪で、イエズス会士による非難によってペドリーニは獄につながれた。1722年に康熙帝が没すると、雍正帝はペドリーニを釈放した。
ペドリーニは1723年に西堂を建てた。西堂はイエズス会以外による最初の北京の教会だった。
乾隆帝はキリスト教を禁止する一方で音楽は好み、ペドリーニは重用された。
ペドリーニが中国で作曲したヴァイオリンソナタ「Sonate a violino solo col basso del Nepridi」作品3の12曲が現存し（Nepridi は Pedrini のアナグラム）、コレッリのヴァイオリン・ソナタ作品5の強い影響を受けているという。